# Том Едур
Том Едур (англ. Tom Edur, нар. 18 листопада 1954, Торонто) — колишній канадський хокеїст, що грав на позиції захисника.

## Ігрова кар'єра
Хокейну кар'єру розпочав 1972 року в ОХА.
1974 року був обраний на драфті НХЛ під 54-м загальним номером командою «Бостон Брюїнс». 
Протягом професійної клубної ігрової кар'єри, що тривала 6 років, захищав кольори команд «Колорадо Рокіз», «Піттсбург Пінгвінс» та «Клівленд Крузейдерз».
Загалом провів 158 матчів у НХЛ.

## Життя після хокею
Після завершення кар'єри гравця вивчав Біблію в релігійній організації Свідки Єгови. На початку 90-х років ХХ століття переїхав разом з дружиною до Естонії, де і працює в одному із центрів у Таллінні.

## Статистика
| Сезон        | Клуб                  | Ліга         | Регулярний сезон | Регулярний сезон | Регулярний сезон | Регулярний сезон | Регулярний сезон | Плей-оф | Плей-оф | Плей-оф | Плей-оф | Плей-оф |
| Сезон        | Клуб                  | Ліга         | І                | Г                | П                | О                | ШХ               | І       | Г       | П       | О       | ШХ      |
| ------------ | --------------------- | ------------ | ---------------- | ---------------- | ---------------- | ---------------- | ---------------- | ------- | ------- | ------- | ------- | ------- |
| 1972–73      | «Торонто Мальборос»   | ОХА          | 57               | 14               | 48               | 62               | 32               | —       | —       | —       | —       | —       |
| 1973–74      | «Клівленд Крузейдерз» | ВХА          | 76               | 7                | 31               | 38               | 26               | 5       | 1       | 2       | 3       | 0       |
| 1974–75      | «Клівленд Крузейдерз» | ВХА          | 61               | 3                | 20               | 23               | 28               | 5       | 2       | 0       | 2       | 0       |
| 1975–76      | «Клівленд Крузейдерз» | ВХА          | 80               | 7                | 28               | 35               | 62               | 3       | 0       | 2       | 2       | 0       |
| 1976–77      | «Колорадо Рокіз»      | НХЛ          | 80               | 7                | 25               | 32               | 39               | —       | —       | —       | —       | —       |
| 1977–78      | «Колорадо Рокіз»      | НХЛ          | 20               | 5                | 7                | 12               | 10               | —       | —       | —       | —       | —       |
| 1977–78      | «Піттсбург Пінгвінс»  | НХЛ          | 58               | 5                | 38               | 43               | 18               | —       | —       | —       | —       | —       |
| Усього в НХЛ | Усього в НХЛ          | Усього в НХЛ | 158              | 17               | 70               | 87               | 67               | —       | —       | —       | —       | —       |
| Усього у ВХА | Усього у ВХА          | Усього у ВХА | 217              | 17               | 79               | 96               | 116              | 13      | 3       | 4       | 7       | 0       |